# Toon Verhey
Antonius Verheij, optredend onder de naam Toon Verhey (Rotterdam, 27 oktober 1894 – Haarlem, 19 augustus 1958) was een Nederlands dirigent en cellist.

## Muzikale loopbaan
Verhey studeerde cello in Rotterdam en Amsterdam bij onder anderen Isaäc Mossel. Hij begon in het Utrechts Stedelijk Orkest en maakte in 1913/1914 concertreizen door Rusland, Finland en Duitsland. Vanwege het uitbreken van de Eerste Wereldoorlog moest hij terug naar Nederland, waar hij direct gemobiliseerd werd en dat tot 1918 bleef. In dat jaar werd hij cellist voor één seizoen in Arnhemsche Orchest Vereeniging en tussen 1919 en 1924 bij de Wiener Konzertverein en Wiener Tonkünstverein. Hij speelde daar onder dirigenten als Ferdinand Loewe, Wilhelm Furtwängler, Richard Strauss en Bruno Walter. Wellicht onder hun invloed begon hij aan een opleiding orkestdirectie onder diezelfde Loewe.
Op het vlak van dirigeren begon hij in 1936 voor de Koninklijke Orkestvereniging Symphonia te Rotterdam, een amateursymfonieorkest dat uitgroeide tot een van de beste in zijn soort, en het Haags Kamerorkest. In 1939 werd Verhey naast Marinus Adam dirigent van de Haarlemsche Orkest Vereniging, waar hij Frits Schuurman opvolgde. In de periode 1942-1949 was hij vaste gastdirigent bij het Residentie Orkest (1942-1943 tweede dirigent). Hij was in Den Haag tijdens de Tweede Wereldoorlog ook directeur orkestklas van het Rijksconservatorium. Hij stond in die jaren ook wel voor het Concertgebouworkest (vijf keer gedurende die oorlog) en de omroeporkesten. Vanaf 1949 was hij terug in Haarlem. Hij maakte in 1953 de naamswijziging tot Noordhollands Philharmonisch Orkest mee. Hij leidde in Haarlem ook de orkestklasse van het Muziek Instituut Hoogerwerf.
Hij was gespecialiseerd in werken van de Eerste Weense School, Johannes Brahms en Anton Bruckner. Componist Hans Osieck droeg in 1954 zijn pianoconcert aan Verhey op.
Zijn afscheid als dirigent volgde op 1 januari 1957 vanwege zijn teruglopende gezondheid. Marinus Adam nam toen zijn taken over en Henri Arends werd zijn opvolger als eerste dirigent van het Noordhollands PhO.

## Persoonlijk
Toon Verhey was zoon van Maria Petronella Sauveur en musicus Anton Verheij. Hij was getrouwd met Helene Ludmilla Gabriele von Burkhart Schenk, die kortstondig een kookrubriek had in Reizen en Trekken, het tijdschrift van de Nederlandsche Reisvereeniging. 
Verhey woonde aan de Spoorzichtlaan in Heemstede. Hij overleed in het ziekenhuis Mariastichting te Haarlem. Hij werd bijgezet op de Algemene Begraafplaats in Heemstede. 